# Берёза туркестанская

Берёза туркестанская (лат. Betula turkestanica) — вид растений рода Берёза (Betula) семейства Берёзовые (Betulaceae).

## Распространение и экология
В природе ареал вида охватывает Центральную Азию — Киргизия, Таджикистан и Афганистан.
Произрастает по долинам горных рек.

## Ботаническое описание
Дерево высотой 8—12 м, с грязно-бело-жёлтой отслаивающейся корой. Молодые веточки чаще всего опушённые и с желёзками.
Листья яйцевидные, длиной 5 см, шириной 3,5 см, острые или заострённые, с клиновидным или широко-клиновидным основанием, у основания по краю цельнокрайные, выше остро-двояко-пильчатые, молодые с обеих сторон опушённые, позже почти голые, на тонко опушенных черешках длиной около 1,75 см.
Пестичные серёжки поникшие, цилиндрические, длиной 2,5 см, диаметром 7—8 мм, на тонко опушённой ножке длиной 1,7 см. Прицветные чешуйки по краю опушённые, клиновидные, длиной около 5 мм; боковые лопасти распростёртые или слегка восходящие, чаще угловатые, короче средней, треугольной.
Орешки яйцевидные или почти обратнояйцевидные, длиной 2,5 см. Крылья почти равны орешку или немного уже; край крыла не превышает орешка.

## Таксономия
Вид Берёза туркестанская входит в род Берёза (Betula) подсемейства Берёзовые (Betuloideae) семейства Берёзовые (Betulaceae) порядка Букоцветные (Fagales).
|  |                                      |  |                                                             |                                                             |                     |  | ещё 7 семейств (согласно Системе APG II) | ещё 7 семейств (согласно Системе APG II)                   |                                                            |  |  |  | ещё 1—2 рода        | ещё 1—2 рода             |  |  |
|  |                                      |  |                                                             |                                                             |                     |  | ещё 7 семейств (согласно Системе APG II) | ещё 7 семейств (согласно Системе APG II)                   |                                                            |  |  |  | ещё 1—2 рода        | ещё 1—2 рода             |  |  |
|  |                                      |  |                                                             | порядок Букоцветные                                         |                     |  |                                          |                                                            | подсемейство Берёзовые                                     |  |  |  |                     | вид Берёза туркестанская |  |  |
|  |                                      |  |                                                             | порядок Букоцветные                                         |                     |  |                                          |                                                            | подсемейство Берёзовые                                     |  |  |  |                     | вид Берёза туркестанская |  |  |
|  | отдел Цветковые, или Покрытосеменные |  |                                                             |                                                             | семейство Берёзовые |  |                                          |                                                            | род Берёза                                                 |  |  |  |                     |                          |  |  |
|  | отдел Цветковые, или Покрытосеменные |  |                                                             |                                                             |                     |  |                                          |                                                            |                                                            |  |  |  |                     |                          |  |  |
|  |                                      |  | ещё 44 порядка цветковых растений (согласно Системе APG II) | ещё 44 порядка цветковых растений (согласно Системе APG II) |                     |  |                                          | ещё одно подсемейство, Лещиновые (согласно Системе APG II) | ещё одно подсемейство, Лещиновые (согласно Системе APG II) |  |  |  | ещё более 110 видов |                          |  |  |
|  |                                      |  |                                                             | ещё 44 порядка цветковых растений (согласно Системе APG II) |                     |  |                                          |                                                            | ещё одно подсемейство, Лещиновые (согласно Системе APG II) |  |  |  |                     |                          |  |  |